# Инциденција и морталитет од ангине пекторис у Србији
Инциденција и морталитет од ангине пекторис у Србији је епидемиолошки и енциклопедијски приказ кретања болести с почетка 21. века на простору Србије. У Србији од 1980. године законски је регулисана обавеза здравствене службе вођења Регистра за коронарну болест срца на основу Плана статистичких истраживања од интереса за Републику (Сл. гласник СРС бр. 32/79). Полазећи од националних потреба, могућности и искуства, током 2006. године, заједно са експертским тимом за акутни коронарни синдром (АКС), стручњаци Института за јавно здравље Србије „Др Милан Јованови Батут“ иницирали су организовање популационог Регистра за АКС (Регистар за АКС у Србији - РАКСС), из кога за писање ове странице (и накнадна ажурирања података) користитимо податке.

## Инциденција од ангине пекторис у свету и Србији

### Свет
Подаци о учесталости ангине пекторис варирају у различитим клиничким студијама у зависности од: географског положаја проучаваног становништва, критеријума који су примењени у тестирању пацијената и различито дефинисаних услова истраживања.
Тако се процењује да у САД од ангине пекторис болује око 9,8 милиона Американаца, као и да се она сваке године јавља у 500.000 нових случајева. У 2009, око 785.000 Американаца је имало први срчани напад, а код око 470.000 он се поново јављао. Само у око 18% срчаних напада претходи ангина пекторис. Такође процењује се да је појава првог срчаног удара (инфаркта миокарда) са ангинозним нападом присутна код 195.000 Американаца сваке године.
Пре 1990. године, од када је почела ера савременог начина лечења ИБС, 60-70% болесника умирало је у периоду до 5 година од постављања дијагнозе, а пријеми у болницу због погоршање симптома били су чести и понављајући, што је довело до „епидемије хоспитализација“ у многим земљама света. Захваљујући савременијим облицима лечења, смањен је број хоспитализованих са ИБС у последњих неколико година 21. века и за 30-50%, са мање значајаним падом и у морталитету.
Око 1-2% одраслог становништва у развијеним земљама има инсуфицијенцију срца, са преваленцом расте до ≥ 10% међу особама од 70 година или старији. Мушкарци чине око 70% пацијената са ангином пекторис.Типични пацијенти мушког пола са ангином су у доби од 40 и 60 година или женског пола између 65 и 75 година старости.

### Србија
Стопе инциденције од нестабилне ангине пекторис на 100.000 становника према узрасту и полу, у Србији, с краја прве деценије 21. века приказана је на доњој табели, 
| Стопе инциденције од нестабилне ангине пекторис на 100.000 становника према узрасту и полу, у Србији, 2009. | Стопе инциденције од нестабилне ангине пекторис на 100.000 становника према узрасту и полу, у Србији, 2009. | Стопе инциденције од нестабилне ангине пекторис на 100.000 становника према узрасту и полу, у Србији, 2009. | Стопе инциденције од нестабилне ангине пекторис на 100.000 становника према узрасту и полу, у Србији, 2009. | Стопе инциденције од нестабилне ангине пекторис на 100.000 становника према узрасту и полу, у Србији, 2009. | Стопе инциденције од нестабилне ангине пекторис на 100.000 становника према узрасту и полу, у Србији, 2009. | Стопе инциденције од нестабилне ангине пекторис на 100.000 становника према узрасту и полу, у Србији, 2009. | Стопе инциденције од нестабилне ангине пекторис на 100.000 становника према узрасту и полу, у Србији, 2009. | Стопе инциденције од нестабилне ангине пекторис на 100.000 становника према узрасту и полу, у Србији, 2009. | Стопе инциденције од нестабилне ангине пекторис на 100.000 становника према узрасту и полу, у Србији, 2009. | Стопе инциденције од нестабилне ангине пекторис на 100.000 становника према узрасту и полу, у Србији, 2009. | Стопе инциденције од нестабилне ангине пекторис на 100.000 становника према узрасту и полу, у Србији, 2009. | Стопе инциденције од нестабилне ангине пекторис на 100.000 становника према узрасту и полу, у Србији, 2009. | Стопе инциденције од нестабилне ангине пекторис на 100.000 становника према узрасту и полу, у Србији, 2009. | Стопе инциденције од нестабилне ангине пекторис на 100.000 становника према узрасту и полу, у Србији, 2009. | Стопе инциденције од нестабилне ангине пекторис на 100.000 становника према узрасту и полу, у Србији, 2009. | Стопе инциденције од нестабилне ангине пекторис на 100.000 становника према узрасту и полу, у Србији, 2009. |
| Пол | 0-4 | 5-9 | 10-14 | 15-19 | 20-24 | 25-29 | 30-34 | 35-39 | 40-44 | 45-49 | 50-54 | 55-59 | 60-64 | 65-69 | 70-74 | >75 |
| --- | --- | --- | --- | --- | --- | --- | --- | --- | --- | --- | --- | --- | --- | --- | --- | --- |
| Мушкарци | 0.0 | 0.0 | 0.0 | 0.0 | 1.2 | 1.2 | 4.2 | 9.9 | 30.6 | 67.8 | 98.1 | 162.1 | 194.5 | 227.8 | 224.9 | 234.8 |
| Жене | 0.0 | 0.0 | 0.0 | 0.0 | 0.0 | 0.4 | 2.3 | 5.4 | 15.8 | 27.6 | 55.7 | 71.8 | 108.9 | 145.1 | 169.5 | 165.0 |

Стопе инциденције од нестабилне ангине пекторис на 100.000 становника према узрасту и полу, у Србији, на почетку друге деценије 21. века приказана је на доњој табели, 
| Стопе инциденције од нестабилне ангине пекторис на 100.000 становника према узрасту у Србији, 2011. | Стопе инциденције од нестабилне ангине пекторис на 100.000 становника према узрасту у Србији, 2011. | Стопе инциденције од нестабилне ангине пекторис на 100.000 становника према узрасту у Србији, 2011. | Стопе инциденције од нестабилне ангине пекторис на 100.000 становника према узрасту у Србији, 2011. | Стопе инциденције од нестабилне ангине пекторис на 100.000 становника према узрасту у Србији, 2011. | Стопе инциденције од нестабилне ангине пекторис на 100.000 становника према узрасту у Србији, 2011. | Стопе инциденције од нестабилне ангине пекторис на 100.000 становника према узрасту у Србији, 2011. | Стопе инциденције од нестабилне ангине пекторис на 100.000 становника према узрасту у Србији, 2011. | Стопе инциденције од нестабилне ангине пекторис на 100.000 становника према узрасту у Србији, 2011. | Стопе инциденције од нестабилне ангине пекторис на 100.000 становника према узрасту у Србији, 2011. | Стопе инциденције од нестабилне ангине пекторис на 100.000 становника према узрасту у Србији, 2011. | Стопе инциденције од нестабилне ангине пекторис на 100.000 становника према узрасту у Србији, 2011. | Стопе инциденције од нестабилне ангине пекторис на 100.000 становника према узрасту у Србији, 2011. | Стопе инциденције од нестабилне ангине пекторис на 100.000 становника према узрасту у Србији, 2011. | Стопе инциденције од нестабилне ангине пекторис на 100.000 становника према узрасту у Србији, 2011. | Стопе инциденције од нестабилне ангине пекторис на 100.000 становника према узрасту у Србији, 2011. | Стопе инциденције од нестабилне ангине пекторис на 100.000 становника према узрасту у Србији, 2011. |
| Пол                                                                                                 | 0-4                                                                                                 | 5-9                                                                                                 | 10-14                                                                                               | 15-19                                                                                               | 20-24                                                                                               | 25-29                                                                                               | 30-34                                                                                               | 35-39                                                                                               | 40-44                                                                                               | 45-49                                                                                               | 50-54                                                                                               | 55-59                                                                                               | 60-64                                                                                               | 65-69                                                                                               | 70-74                                                                                               | >75                                                                                                 |
| --------------------------------------------------------------------------------------------------- | --------------------------------------------------------------------------------------------------- | --------------------------------------------------------------------------------------------------- | --------------------------------------------------------------------------------------------------- | --------------------------------------------------------------------------------------------------- | --------------------------------------------------------------------------------------------------- | --------------------------------------------------------------------------------------------------- | --------------------------------------------------------------------------------------------------- | --------------------------------------------------------------------------------------------------- | --------------------------------------------------------------------------------------------------- | --------------------------------------------------------------------------------------------------- | --------------------------------------------------------------------------------------------------- | --------------------------------------------------------------------------------------------------- | --------------------------------------------------------------------------------------------------- | --------------------------------------------------------------------------------------------------- | --------------------------------------------------------------------------------------------------- | --------------------------------------------------------------------------------------------------- |
| Мушкарци                                                                                            | 0.0                                                                                                 | 0.0                                                                                                 | 0.0                                                                                                 | 0.0                                                                                                 | 2.2                                                                                                 | 1.6                                                                                                 | 4.1                                                                                                 | 9.8                                                                                                 | 23.2                                                                                                | 45.2                                                                                                | 73.6                                                                                                | 104.1                                                                                               | 148.3                                                                                               | 166.2                                                                                               | 181.1                                                                                               | 185.3                                                                                               |
| Жене                                                                                                | 0.0                                                                                                 | 0.0                                                                                                 | 0.0                                                                                                 | 0.0                                                                                                 | 0.0                                                                                                 | 0.4                                                                                                 | 2.3                                                                                                 | 5.4                                                                                                 | 15.8                                                                                                | 27.6                                                                                                | 55.7                                                                                                | 71.8                                                                                                | 108.9                                                                                               | 145.1                                                                                               | 169.5                                                                                               | 165.0                                                                                               |

### Свет
У првим деценијама 20. века, од кардиоваскуларних болести умро је сваки 10. становник, да би се у првим деценијама 21. века, услед нове фазе тзв. „епидемиолошке транзиције“, тај број повећао на 30%. Сваке године у свету од кардиоваскуларних болести умре преко 17 милиона становника, док само од акутног срчаног удара оболи преко 6 милиона становника, од чега се смртни исход јавља код приближно 25% случајева.
Смртност узрокована коронарном болешћу, три пута је већа код мушкараца него код жена у доби испод 65 година. Код старијих пацијената смртност у оба пола је подједнака, а у доби преко 65 година, два пута већа је код жена. Иако је у последње две декаде укупна смртност непромењена, у доби испод 65 година смртност је смањена за преко 50%.
На основу резултата десетогодишњег морталитета од КВБ (ИБС и ЦВБ) у 12 европских кохортних студија са укупно 205.178 испитаника (88.080 жена и 117.098 мушкараца), са укупним праћењем од 2,7 милиона болесника-година, регистрована су 7.934 смртна исхода од КВБ од којих чак 5.652 од исхемијске болести срца.
Сваких 25 секунди, у Северној Америци јавља се коронарни догађај, а скоро сваке минуте неко ће умрети од последица тог догађаја. Коронарна болест срца изазвала је најмање један од пет смртних случајева 2005. у Сједињеним Америчким Државама. Такође у 2005. од коронарне болести срца умрло је 445.687 особа (232.115 мушкараца и 213.572 жена). На основу података о смртности у 2005, очекује се да ће у наредним годинама око 2.400 Американаца умрети од кардиоваскуларних болести сваки дан, или у просеку догодиће се један смртни случај сваких 37 секунди.
| „ | Иако се различите земље налазе у различитим фазама транзиције, предвиђа се да ће до 2020. године болести срца и крвних судова водећи узрок умирања постати у свим земљама, нарочито у неразвијеним. Већ сада је процењено да преко 80% смртности од свих кардиоваскуларних болести и 60% оптерећења од исхемијске болести срца потиче из земаља у развоју и неразвијених земаља. | ” |

Имајући у виду напред изнете чињенице, бројни извори наводе да у структури умирања од кардиоваскуларних болести у свету, с почетка 21. века, доминира морталитет од исхемијске болести срца, након чега следи умирање од цереброваскуларних и других болести срца и крвних судова.

### Србија
Анализом појединачних узрока смрти у Србији, у структури свих узрока смртног исхода, смртност од појединих клиничких облика исхемијске болести срца је међу првих десет. Померања узрасне границе морталитета/морбидитета од исхемијске болести срца, код особа узраста 20 до 64 године, смртност од акутног инфаркта срца већ је на другом месту, иза морталитета од рака плућа.
На доњој табели приказан је тренд умирања у Србији од ангине пекторис, према узрасту и полу. 
| Стопа морталитета од нестабилне ангине пекторис на 100.000 становника према узрасту и полу, у Србији, 2009. | Стопа морталитета од нестабилне ангине пекторис на 100.000 становника према узрасту и полу, у Србији, 2009. | Стопа морталитета од нестабилне ангине пекторис на 100.000 становника према узрасту и полу, у Србији, 2009. | Стопа морталитета од нестабилне ангине пекторис на 100.000 становника према узрасту и полу, у Србији, 2009. | Стопа морталитета од нестабилне ангине пекторис на 100.000 становника према узрасту и полу, у Србији, 2009. | Стопа морталитета од нестабилне ангине пекторис на 100.000 становника према узрасту и полу, у Србији, 2009. | Стопа морталитета од нестабилне ангине пекторис на 100.000 становника према узрасту и полу, у Србији, 2009. | Стопа морталитета од нестабилне ангине пекторис на 100.000 становника према узрасту и полу, у Србији, 2009. | Стопа морталитета од нестабилне ангине пекторис на 100.000 становника према узрасту и полу, у Србији, 2009. | Стопа морталитета од нестабилне ангине пекторис на 100.000 становника према узрасту и полу, у Србији, 2009. | Стопа морталитета од нестабилне ангине пекторис на 100.000 становника према узрасту и полу, у Србији, 2009. | Стопа морталитета од нестабилне ангине пекторис на 100.000 становника према узрасту и полу, у Србији, 2009. | Стопа морталитета од нестабилне ангине пекторис на 100.000 становника према узрасту и полу, у Србији, 2009. | Стопа морталитета од нестабилне ангине пекторис на 100.000 становника према узрасту и полу, у Србији, 2009. | Стопа морталитета од нестабилне ангине пекторис на 100.000 становника према узрасту и полу, у Србији, 2009. | Стопа морталитета од нестабилне ангине пекторис на 100.000 становника према узрасту и полу, у Србији, 2009. | Стопа морталитета од нестабилне ангине пекторис на 100.000 становника према узрасту и полу, у Србији, 2009. |
| Пол | 0-4 | 5-9 | 10-14 | 15-19 | 20-24 | 25-29 | 30-34 | 35-39 | 40-44 | 45-49 | 50-54 | 55-59 | 60-64 | 65-69 | 70-74 | >75 |
| --- | --- | --- | --- | --- | --- | --- | --- | --- | --- | --- | --- | --- | --- | --- | --- | --- |
| Мушкарци | 0.0 | 0.0 | 0.0 | 0.0 | 0.0 | 0.0 | 0.0 | 0.0 | 0.4 | 1.6 | 3.7 | 5.0 | 7.0 | 11.9 | 14.7 | 32.1 |
| Жене | 0.0 | 0.0 | 0.0 | 0.0 | 0.0 | 0.0 | 0.0 | 0.0 | 0.0 | 0.0 | 0.7 | 1.3 | 4.4 | 8.2 | 10.7 | 34.2 |

### Пол
Мушкарци чине око 70% пацијената са ангином пекторис. Типични пацијенти са ангином су мушкарци у доби од 40-60 година или жене између 65 и 75 година. Према подацима из САД ангина пекторис међу Американцима старости од 40-74 година, била је већа код жена него код мушкараца, као један од симптома коронарне болести, са женско мушким односом 1,7:1 и преваленцом од 4,6 милиона код жена и 3,3 милиона у мушкараца. Учесталост атипичних облика ангине је такође чешћи код жена у односу на мушкарце. Процењује се да је преваленца ангине у старости већа код жена него код мушкараца. Жене имају нешто вишу стопу смртности од коронарне болести у поређењу са мушкарцима, због њене појаве у каснијем животмом добу (између 65 и 75 година) због чешћег одсуства класичних ангинозних симптома. Подаци ЦДЦ САД из 2005. указују да мушкарци имају повећану преваленцу ангине и/или коронарне болести срца (5,5%), него жене (3,4%).

### Старост
Преваленција ангине пекторис се повећава са годинама. Старост је снажан фактор ризика смртности. Више од 150.000 Американаца млађих од 65 година умрло је од коронарне болести у 2005. Међутим, у 2005, 32% смртних случајева од кардиоваскуларних болести настало је пре 75 године живота, што је добар показатељ ако се узме у обзир да је просечан очекивани животни век човека око 77,9 година. Учесталост нових и рекурентних случајева ангине пекторис се повећава са годинама, али онда опада након 85 година старости..
| Број новооболелих од нестабилне ангине пекторис према узрасту у Србији, 2009. | Број новооболелих од нестабилне ангине пекторис према узрасту у Србији, 2009. | Број новооболелих од нестабилне ангине пекторис према узрасту у Србији, 2009. | Број новооболелих од нестабилне ангине пекторис према узрасту у Србији, 2009. | Број новооболелих од нестабилне ангине пекторис према узрасту у Србији, 2009. | Број новооболелих од нестабилне ангине пекторис према узрасту у Србији, 2009. | Број новооболелих од нестабилне ангине пекторис према узрасту у Србији, 2009. | Број новооболелих од нестабилне ангине пекторис према узрасту у Србији, 2009. | Број новооболелих од нестабилне ангине пекторис према узрасту у Србији, 2009. | Број новооболелих од нестабилне ангине пекторис према узрасту у Србији, 2009. | Број новооболелих од нестабилне ангине пекторис према узрасту у Србији, 2009. | Број новооболелих од нестабилне ангине пекторис према узрасту у Србији, 2009. | Број новооболелих од нестабилне ангине пекторис према узрасту у Србији, 2009. | Број новооболелих од нестабилне ангине пекторис према узрасту у Србији, 2009. | Број новооболелих од нестабилне ангине пекторис према узрасту у Србији, 2009. | Број новооболелих од нестабилне ангине пекторис према узрасту у Србији, 2009. | Број новооболелих од нестабилне ангине пекторис према узрасту у Србији, 2009. |
| Узраст                                                                        | 0-4                                                                           | 5-9                                                                           | 10-14                                                                         | 15-19                                                                         | 20-24                                                                         | 25-29                                                                         | 30-34                                                                         | 35-39                                                                         | 40-44                                                                         | 45-49                                                                         | 50-54                                                                         | 55-59                                                                         | 60-64                                                                         | 65-69                                                                         | 70-74                                                                         | >75                                                                           |
| ----------------------------------------------------------------------------- | ----------------------------------------------------------------------------- | ----------------------------------------------------------------------------- | ----------------------------------------------------------------------------- | ----------------------------------------------------------------------------- | ----------------------------------------------------------------------------- | ----------------------------------------------------------------------------- | ----------------------------------------------------------------------------- | ----------------------------------------------------------------------------- | ----------------------------------------------------------------------------- | ----------------------------------------------------------------------------- | ----------------------------------------------------------------------------- | ----------------------------------------------------------------------------- | ----------------------------------------------------------------------------- | ----------------------------------------------------------------------------- | ----------------------------------------------------------------------------- | ----------------------------------------------------------------------------- |
| Број оболелих                                                                 | 0                                                                             | 0                                                                             | 0                                                                             | 0                                                                             | 3                                                                             | 4                                                                             | 17                                                                            | 37                                                                            | 110                                                                           | 239                                                                           | 420                                                                           | 669                                                                           | 633                                                                           | 645                                                                           | 698                                                                           | 1033                                                                          |

| Број новооболелих од нестабилне ангине пекторис према узрасту у Србији, 2011. | Број новооболелих од нестабилне ангине пекторис према узрасту у Србији, 2011. | Број новооболелих од нестабилне ангине пекторис према узрасту у Србији, 2011. | Број новооболелих од нестабилне ангине пекторис према узрасту у Србији, 2011. | Број новооболелих од нестабилне ангине пекторис према узрасту у Србији, 2011. | Број новооболелих од нестабилне ангине пекторис према узрасту у Србији, 2011. | Број новооболелих од нестабилне ангине пекторис према узрасту у Србији, 2011. | Број новооболелих од нестабилне ангине пекторис према узрасту у Србији, 2011. | Број новооболелих од нестабилне ангине пекторис према узрасту у Србији, 2011. | Број новооболелих од нестабилне ангине пекторис према узрасту у Србији, 2011. | Број новооболелих од нестабилне ангине пекторис према узрасту у Србији, 2011. | Број новооболелих од нестабилне ангине пекторис према узрасту у Србији, 2011. | Број новооболелих од нестабилне ангине пекторис према узрасту у Србији, 2011. | Број новооболелих од нестабилне ангине пекторис према узрасту у Србији, 2011. | Број новооболелих од нестабилне ангине пекторис према узрасту у Србији, 2011. | Број новооболелих од нестабилне ангине пекторис према узрасту у Србији, 2011. | Број новооболелих од нестабилне ангине пекторис према узрасту у Србији, 2011. |
| Узраст                                                                        | 0-4                                                                           | 5-9                                                                           | 10-14                                                                         | 15-19                                                                         | 20-24                                                                         | 25-29                                                                         | 30-34                                                                         | 35-39                                                                         | 40-44                                                                         | 45-49                                                                         | 50-54                                                                         | 55-59                                                                         | 60-64                                                                         | 65-69                                                                         | 70-74                                                                         | >75                                                                           |
| ----------------------------------------------------------------------------- | ----------------------------------------------------------------------------- | ----------------------------------------------------------------------------- | ----------------------------------------------------------------------------- | ----------------------------------------------------------------------------- | ----------------------------------------------------------------------------- | ----------------------------------------------------------------------------- | ----------------------------------------------------------------------------- | ----------------------------------------------------------------------------- | ----------------------------------------------------------------------------- | ----------------------------------------------------------------------------- | ----------------------------------------------------------------------------- | ----------------------------------------------------------------------------- | ----------------------------------------------------------------------------- | ----------------------------------------------------------------------------- | ----------------------------------------------------------------------------- | ----------------------------------------------------------------------------- |
| Број оболелих                                                                 | 0                                                                             | 0                                                                             | 0                                                                             | 2                                                                             | 10                                                                            | 8                                                                             | 21                                                                            | 49                                                                            | 110                                                                           | 219                                                                           | 381                                                                           | 603                                                                           | 739                                                                           | 534                                                                           | 647                                                                           | 1036                                                                          |